# La mariée a du chien
Pour plus de détails, voir Fiche technique et Distribution.
La mariée a du chien (Wild and Wonderful) est un film américain réalisé par Michael Anderson, sorti en 1964.

## Synopsis
« Monsieur Cognac », tel est le nom d'un caniche blanc devenu à Paris, au début des années 1960, une star de la télévision et de la publicité. Tout choyé qu’il est, il aime bien échapper un moment à sa maîtresse, la jeune Giselle Ponchon, en passant par un trou de la cave de la maison Ponchon. Il se promène alors la nuit sans souci dans les rues de la capitale. Dans une discothèque où se produit l'Américain Terry Williams avec sa bande, « Monsieur Cognac » déguste avec plaisir une petite tasse de la boisson alcoolisée qui porte son nom et qui était en fait réservée à l'un des musiciens. Mais ce qui a attiré notre caniche dans la discothèque, ce n’est pas le cognac mais surtout les jolies dames caniches qui font partie du spectacle. Entre Monsieur Cognac et Terry nait une telle amitié que tous les deux se lancent dans une longue tournée de cafés, au cours de laquelle le chien, rendu de couleur verdâtre à la suite d’un accident, se révèle comme un connaisseur confirmé ès boissons alcoolisées. Mais Terry va bientôt faire connaissance de Giselle, la propriétaire de Monsieur Cognac : le lendemain matin, en compagnie de son père et de la police, elle fait irruption dans l'appartement de Terry et veut faire arrêter ce dernier pour « dognapping ». [...]

## Fiche technique
- Titre original : Wild and Wonderful
- Titre français : La mariée a du chien
- Réalisation : Michael Anderson
- Scénario : Waldo Salt, Richard Powell, d'après la nouvelle de Dorothy Crider I Married a Dog
- Photographie : Joseph LaShelle
- Décors : Alexander Golitzen et Ted Haworth
- Costumes : Rosemary Odell
- Montage : Gene Milford
- Musique : Morton Stevens
- Production : Harold Hecht
- Société de production : Universal Pictures
- Pays d'origine :  États-Unis
- Format : Couleurs - 35 mm - 1,85:1 - Mono
- Genre : comédie
- Durée : 88 minutes
- Date de sortie : États-Unis, 10 juin 1964

## Distribution
- Tony Curtis : Terry Williams
- Christine Kaufmann : Giselle Ponchon
- Larry Storch : Rufus Gibbs
- Pierre Olaf : Jacquot
- Jacques Aubuchon : Papa Ponchon, le père de Giselle
- Marcel Dalio : le docteur Reynard
- Jules Munshin : Rousseleau, le réalisateur télé
- Marcel Hillaire : l'inspecteur Duvivier
- Fifi D'Orsay : Simone
- Vito Scotti : André
- Steven Geray : le barman
- Stanley Adams : le maire de La Loquet
- Paul Horn : un musicien
- Shelly Manne : un musicien
- Maurice Marsac : le présentateur
- Marty Ingels : Doc Bailey
- Sarah Marshall : Pamela
- Cliff Osmond : Hercule, l'oncle de Giselle
- Monsieur Cognac : le caniche
- Dante Caesari : le maitre d'hôtel
- Danica d'Hondt : Monique
- Guy De Vestel : Gustav
- Louis Mercier : Le Beque, le policier